# Benthos

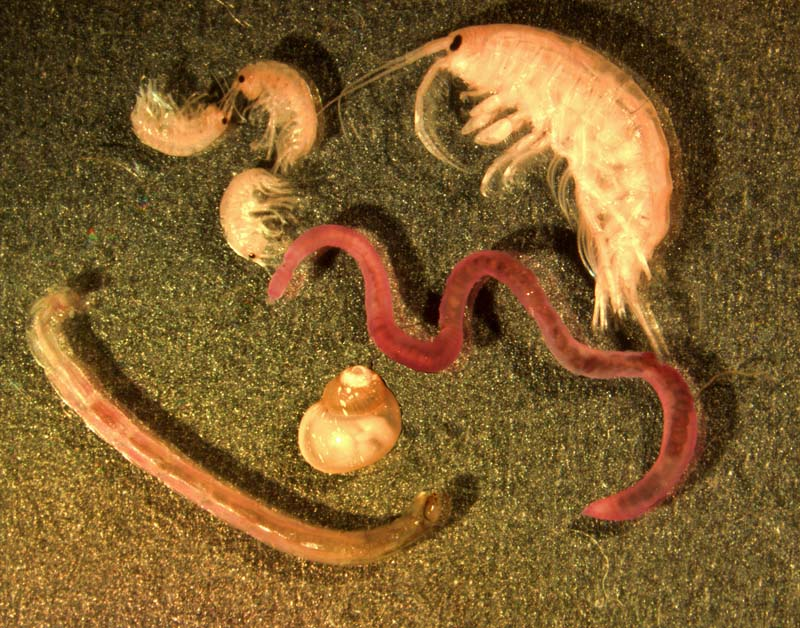
Einige typische limnische Benthonten

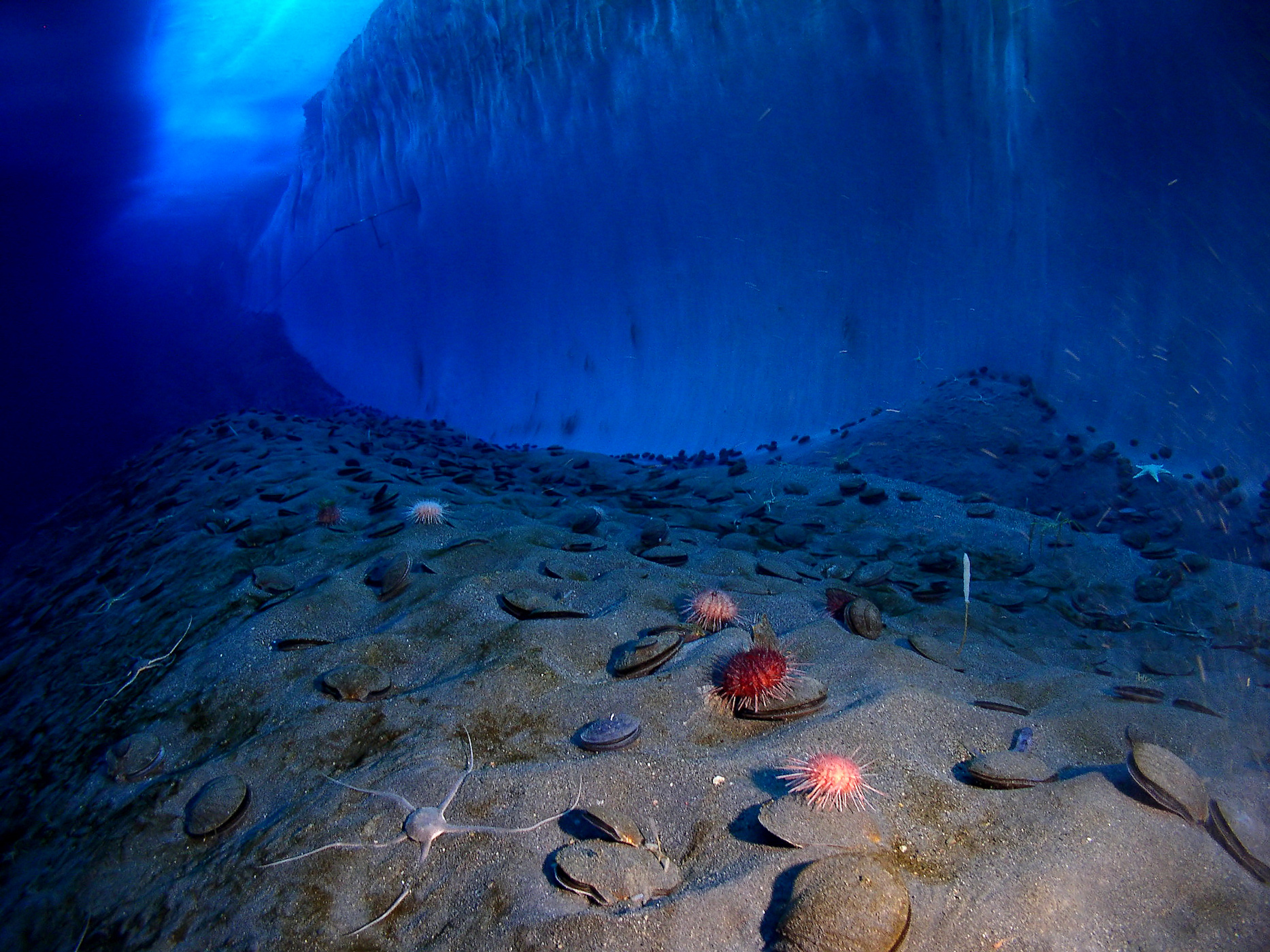
Meeresboden mit verschiedenen wirbellosen Benthonten vor einer Eiswand im antarktischen McMurdo-Sund

Das Benthos (altgriechisch βένθος, Nebenform von βάθος bathos, „die Tiefe“; auch Benthon, einzeln: der Benthont; bei Homer meist die Tiefe des Meeres: κατὰ βένθος ἁλός kata benthos halos – Ilias 18, 38. 49) ist die Gesamtheit aller in der Bodenzone eines Gewässers, dem Benthal, vorkommenden Lebewesen. Das zugehörige Eigenschaftswort für „im Bereich des Gewässergrundes lebend“ lautet benthisch oder benthonisch.

## Untergliederungen des Benthos
Das Benthos schließt sowohl die festsitzenden (sessilen) Organismen als auch die kriechenden, laufenden oder vorübergehend schwimmenden (vagilen) Bodentiere ein. Der Begriff wurde 1890 von Ernst Haeckel eingeführt, um damit die bodenbewohnenden Organismen im Meer von den im freien Wasser, dem Pelagial, vorkommenden (Plankton und Nekton) abzugrenzen. Heute werden die im benthalen Bereich anzutreffenden Biozönosen (Lebensgemeinschaften) aller Gewässertypen, sowohl der Binnengewässer als auch der verschiedenen Meerestiefen, als Benthos bezeichnet.
Nach der Größe der Lebewesen unterscheidet man:
- Makrobenthos (>1 mm)
- Meiobenthos (1 mm bis 0,063 mm)
- Mikrobenthos (unter 0,063 mm)

Nach dem Lebensraum unterscheidet man:
- Benthopelagial (Adjektiv: benthopelagisch) oder bodenbezogenes Nekton (unmittelbar oberhalb des Substrates im Freiwasser lebend bzw. schwimmfähige Benthonten)
- Epibenthos (epibenth[on]isch – auf dem Substrat lebend)
- Semi-Endobenthos (semi-endobenth[on]isch – halb im Substrat lebend)
- Endobenthos (endobenth[on]isch – im Substrat lebend)

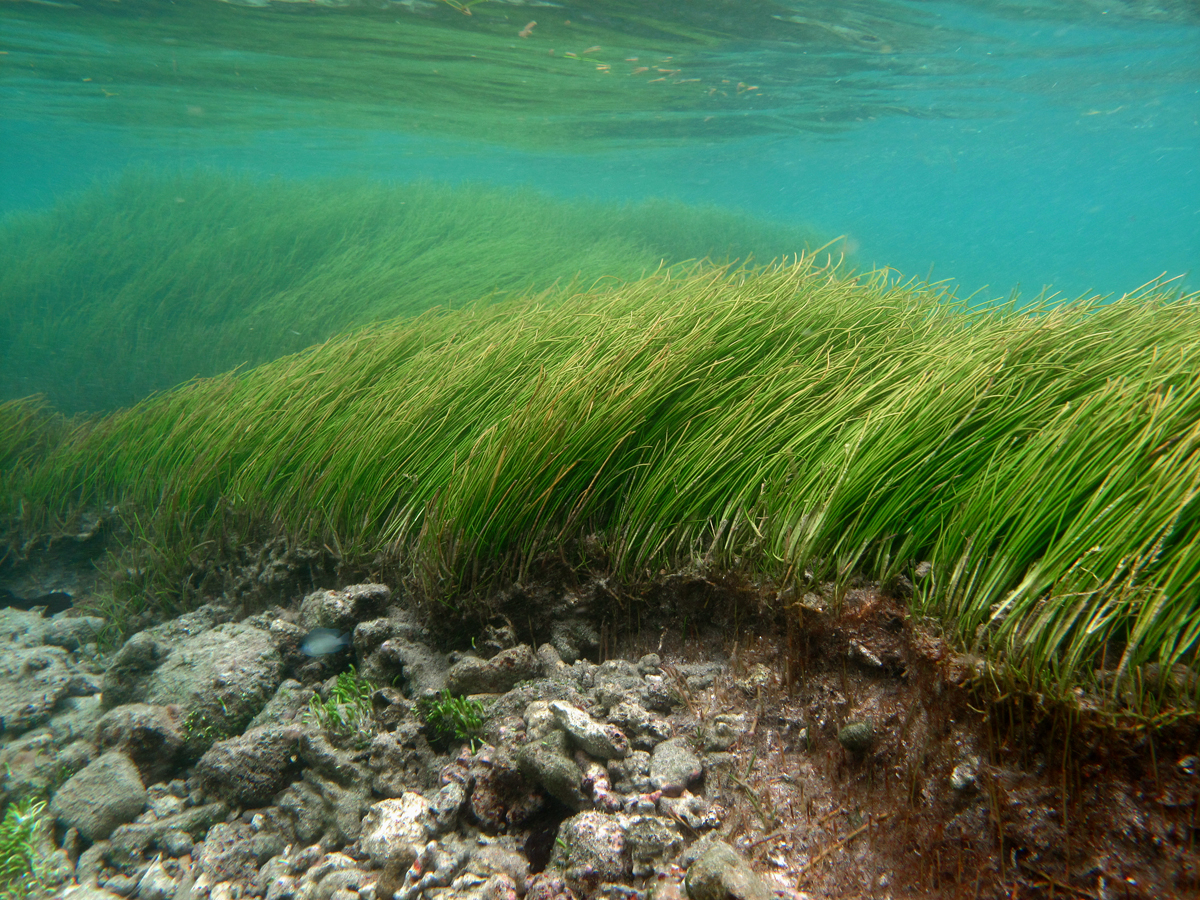
Seegras (hier Syringodium isoetifolium vor der Küste von Réunion) gehört sowohl zum sessilen Epibenthos als auch zum Phytobenthos und ist auf Sedimentböden zuhause.

Nach der Beweglichkeit unterscheidet man:
- vagiles Benthos (beweglich)
- sessiles Benthos (unbeweglich oder festgeheftet)

Nach der Beschaffenheit des Substrats unterscheidet man:
- Benthos der Hartböden,
  - der primären Hartböden (unbedeckter Fels und Geröllfelder, meist durch starke Wasserbewegung gekennzeichnet),
  - der sekundären Hartböden (dazu zählen feste biogene Substrate, etwa Stücke von Muschelschalen oder Korallen, aber auch anthropogene, zum Beispiel Unterwasserbauten),
- Benthos der Sedimentböden (→ Psammon), deren wichtigstes Charakteristikum ihre Korngrößenverteilung ist.

## Bedeutung des Benthos
Benthische Lebewesen sind von Bedeutung als Nahrung für Fische und andere größere Tiere des freien Wassers, das Nekton, aber auch als Destruenten. Tierisches Benthos (Makrozoobenthos) wie beispielsweise Krustentiere, Plattfische oder Muscheln stellen auch für die menschlichen Ernährung eine wertvolle Proteinquelle dar. Pflanzliches Benthos ist wegen der Photosynthese vom Lichteinfall abhängig und daher nur in der photischen, d. h. vom Sonnenlicht erreichbaren Zone des Litorals (Tiefe maximal 100–200 m) zu finden. Beim pflanzlichen Benthos (Phytobenthos) ist der Tang kommerziell von Bedeutung. Er kann an flachen Küstenabschnitten mehr als 60 m hohe Wälder bilden und findet Verwendung bei der Herstellung verschiedener Nahrungsmittel und Industrieprodukte.

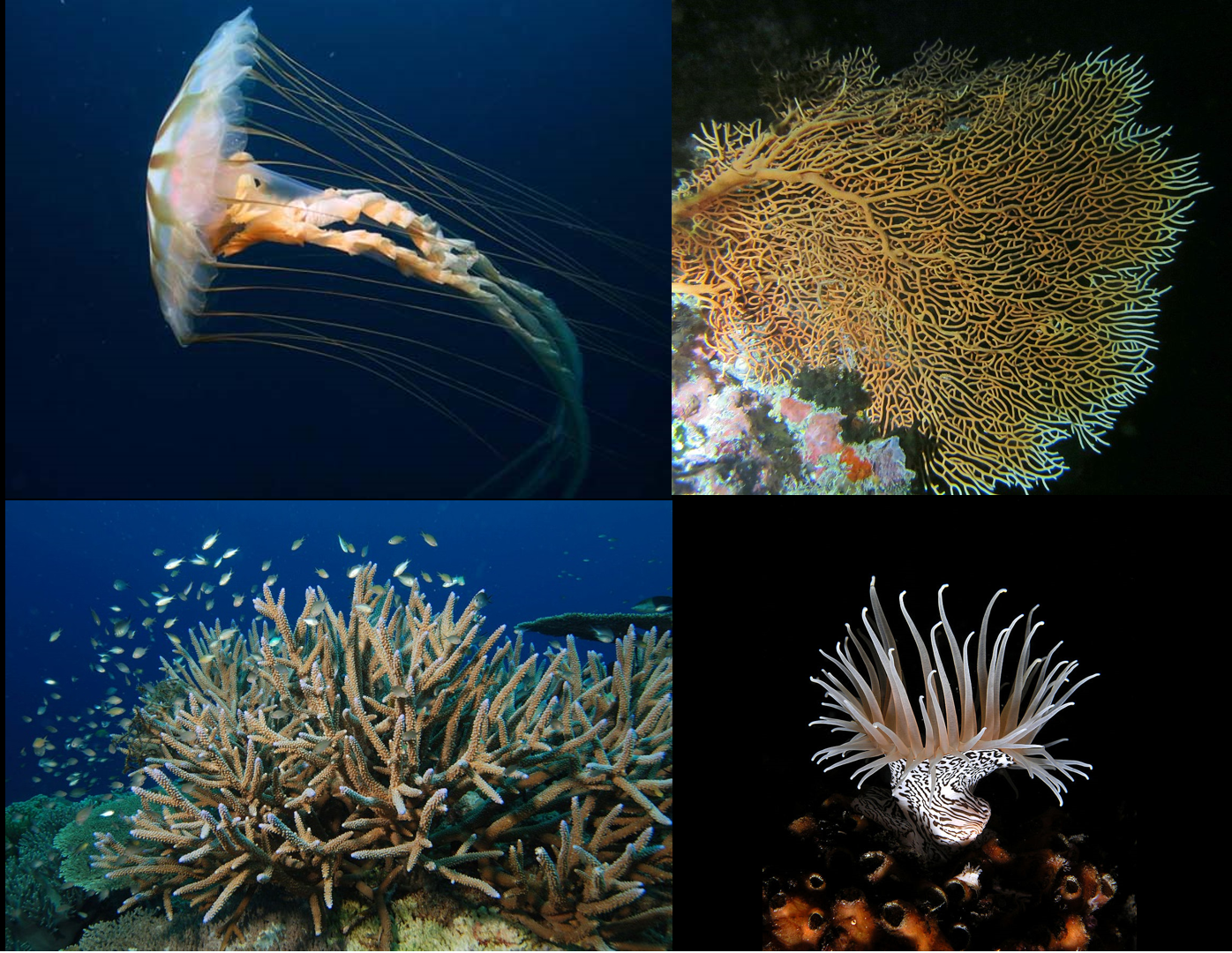
Nesseltiere sind ein Beispiel für sessile benthische Organismen

Typisch benthische Lebewesen sind z. B.
Makrobenthos: 
- Rotalgen (Rhodoplantae)
- Braunalgen (Phaeophyta)
- Grünalgen (Chlorophyta)
- Krebstiere (Crustacea)
- Muscheln (Bivalvia)
- Nesseltiere (Cnidaria)
- Schnecken (Gastropoda)
- Fische (Pisces)
- Gliederwürmer (Annelida)
- Schwämme (Porifera)
- Seegurken (Holothuroidea)
- Seescheiden (Ascidiacea)

Meiobenthos: 
- Ruderfußkrebse (Copepoda)
- Bärtierchen (Tardigrada)
- Fadenwürmer (Nematoda)
- Rädertierchen (Rotifera)
- Kieselalgen (Bacillariophyta)
- Foraminiferen (Foraminifera)

Als älteste bekannte benthische Lebensform gelten die Stromatolithen.

## Ökotoxikologie und Benthos
In den letzten Jahren werden Organismen des Benthos vermehrt zur Bearbeitung ökotoxikologischer Fragen herangezogen, da sie als Bestandteile der Nahrungskette von erheblicher Bedeutung sind. Zur Identifizierung und Quantifizierung der Schadstoffe werden chromatographische und massenspektrometrische Verfahren eingesetzt.